# Beatriz Manjón
Beatriz Manjón, también conocida como Bea Manjón, (Ferrol, La Coruña, 7 de marzo de 1976) es una periodista y presentadora de televisión española.
Licenciada en periodismo, ha presentado varios programas de televisión, la mayoría de ellos en la Televisión de Galicia, como Bravo polos amigos (2002) junto con Alberto Comesaña, Noite Brava (2004), Noitemóbil (2006) o Buscando estrelas junto a Tacho González (2007).
Ha presentado el concurso cultural Teletreando en el canal 7 Región de Murcia y el talk-show La Bomba en Canal Nou. Ha colaborado en otras cadenas como TVE, Canal Sur o Antena 3.
Escribió desde 2008 hasta 2010 una columna en La Voz de Galicia llamada El Cuaderno de Beatriz.
Presenta la Revista Fin de Semana de la TVG.